# Boujdour
Boujdour (Arabisch: بوجدور, Berber: ⴱⵓⵊⴷⵓⵔ) is een stad in het door Marokko bezette deel van de Westelijke Sahara. Boujdour is de hoofdstad van de gelijknamige provincie Boujdour en telde bij de volkstelling in 2014 42.651 inwoners.

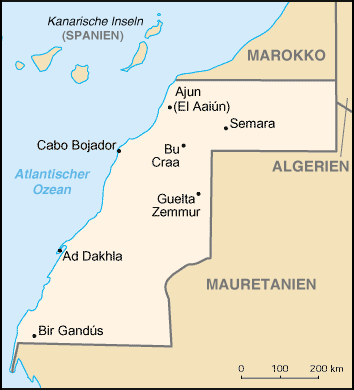
Ligging van Boujdour in de Westelijke Sahara

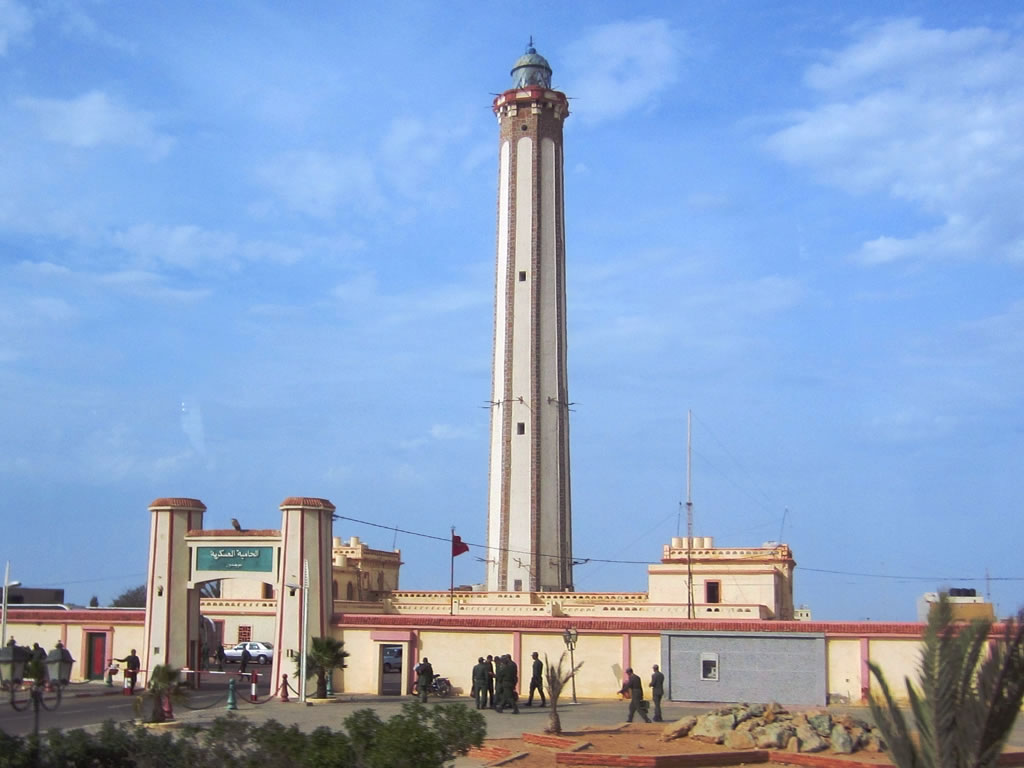
Boujdour – Vuurtoren en kazerne

## Ligging
Boujdour ligt aan de Kaap Bojador aan de kust van de Atlantische Oceaan, ongeveer 830 km (rij-afstand) ten zuidwesten van Agadir in Marokko. De regionale hoofdstad Al-Ajoen ligt ongeveer 170 km naar het noordoosten. De omgeving is een tamelijk vlak gebied met spaarzame woestijnvegetatie. Het klimaat is heet en droog, er valt bijna geen regen. De gemiddelde jaarlijkse neerslaghoeveelheid bedraagt 44 mm, december is met 14 mm de natste maand. De gemiddelde maximumtemperatuur ligt in december en januari rond 22°C; in de warmste maand augustus is het door een overheersende zeewind niet warmer dan 31°C.

## Bevolking
| jaar     | 1982  | 1994   | 2004   | 2014   |
| inwoners | 8.481 | 15.167 | 36.843 | 42.651 |

Aan het begin van de 20e eeuw was Boujdour slechts een vissersdorp met rond de 1000 inwoners. De huidige bevolking die er grotendeels naartoe is getrokken, bestaat uit vertegenwoordigers van Berberstammen uit het Atlasgebergte. De voertaal is overwegend Marokkaans Arabisch. In de hele provincie Boujdour wonen 50.600 mensen (2014), zodat de bevolkingsdichtheid buiten de stad zeer gering is.

## Economie
De inwoners leefden vroeger vooral van visvangst en de handel via karavanen met Midden-Afrika. De stationering van militairen en de opzet van de Provincie Boujdour in 1976 zorgde ook voor arbeidsplaatsen. Na 1990 ging ook toerisme een bescheiden rol spelen.

## Geschiedenis
Kaap Bojador vormde tot de tijd van de Portugese ontdekkingsreizen een locatie, die men beter niet kon passeren. Daar voorbij zouden de omstandigheden zodanig zijn dat overleven niet goed mogelijk is; de zee zou bijvoorbeeld koken van de zonnehitte. Pas in 1434 toonde Gil Eanes het tegendeel aan. De omgeving werd sinds de jaren 1880 door Spanje bezet; in de jaren 1975/1976 trok Spanje de hier gelegerde troepen terug. Daarna bezette Marokko de regio door het organiseren van de Groene Mars en creëerde nieuwe provincies.

## Bezienswaardigheden
De grotendeels nieuw gebouwde stad beschikt niet over historische of cultureel noemenswaardige gebouwen of objecten.

## Afbeeldingen

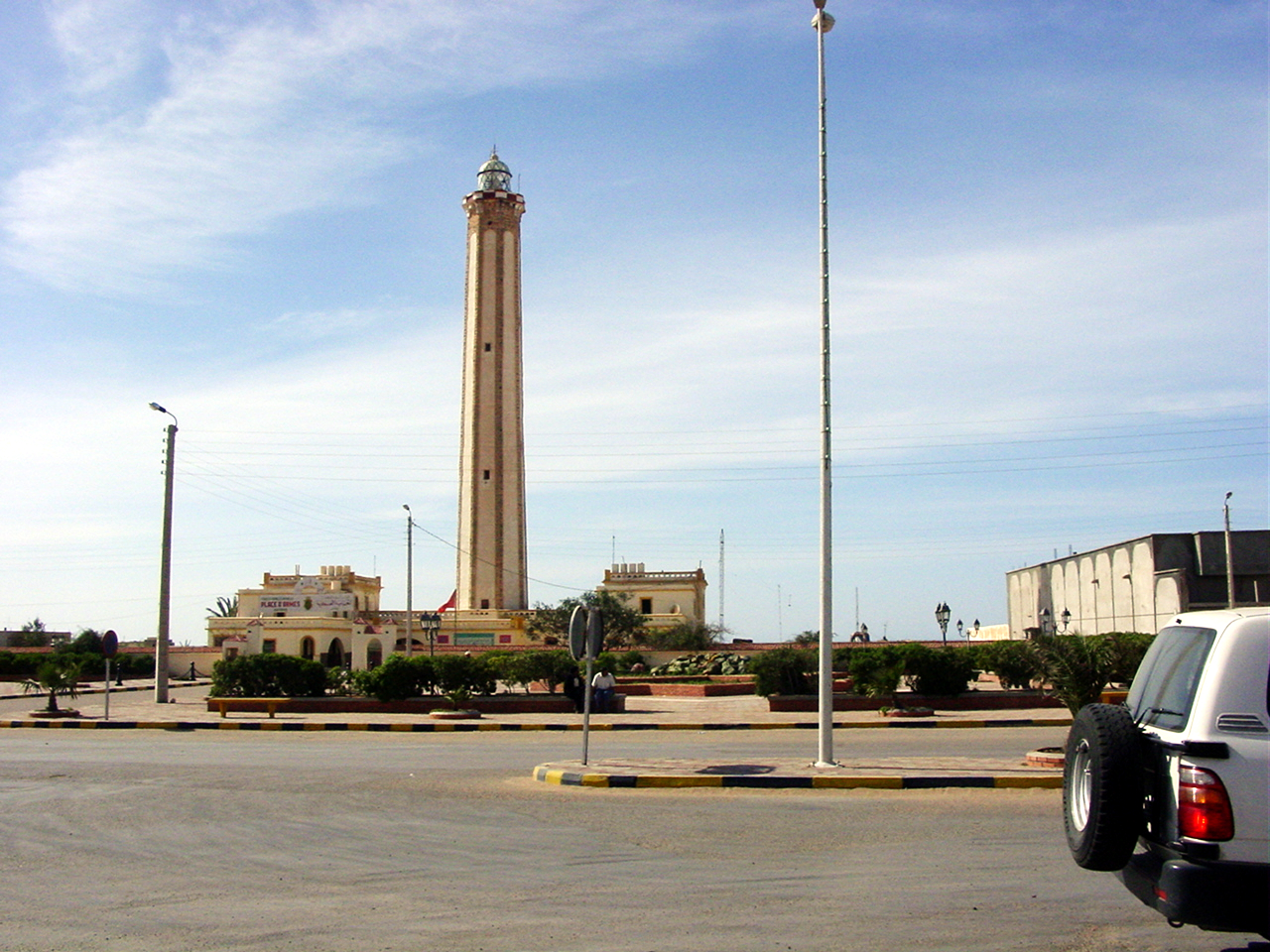
Vuurtoren van Boujdour
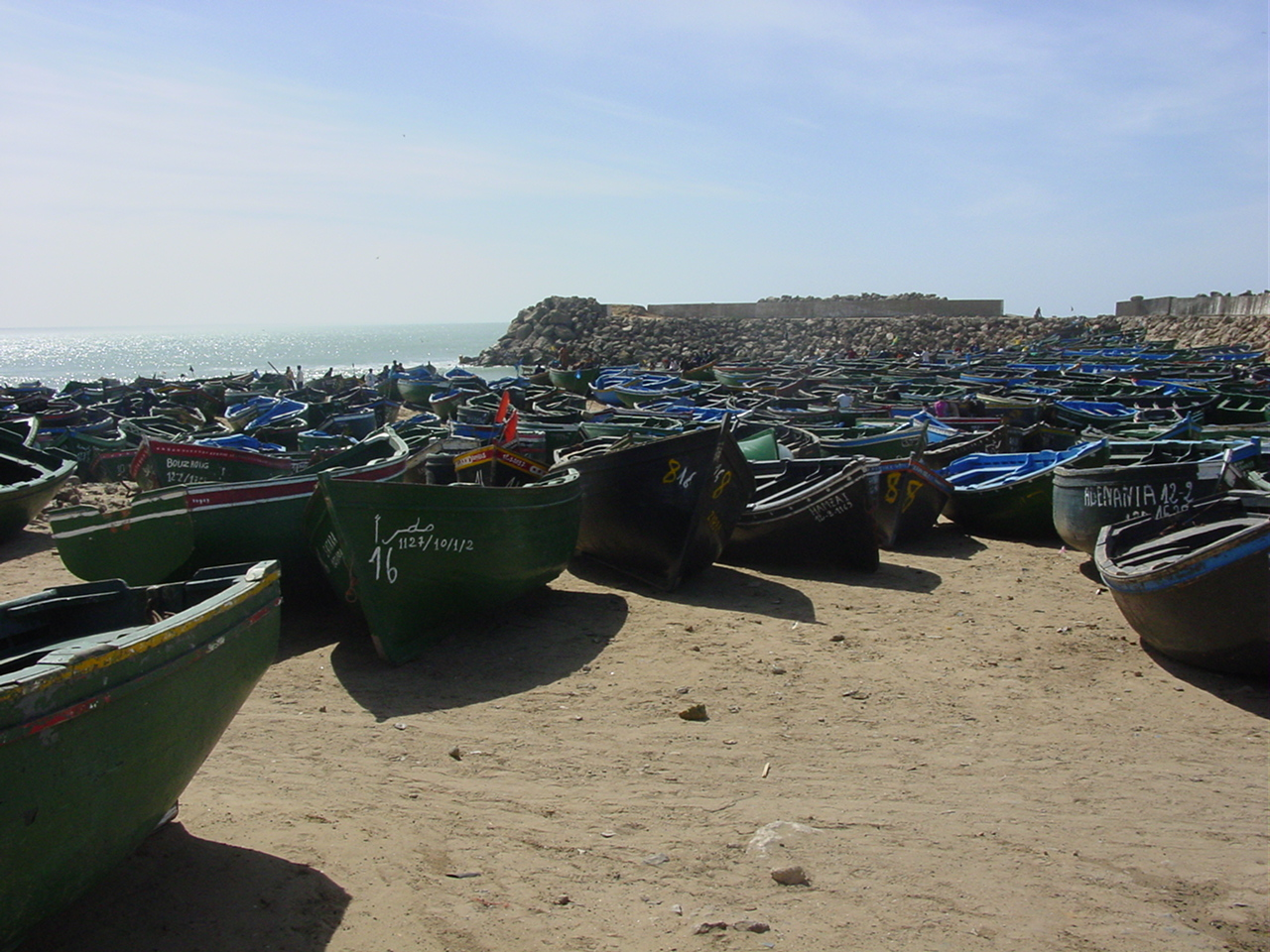
Vissersbootjes op het strand van Boujdour